# Archaeologicum

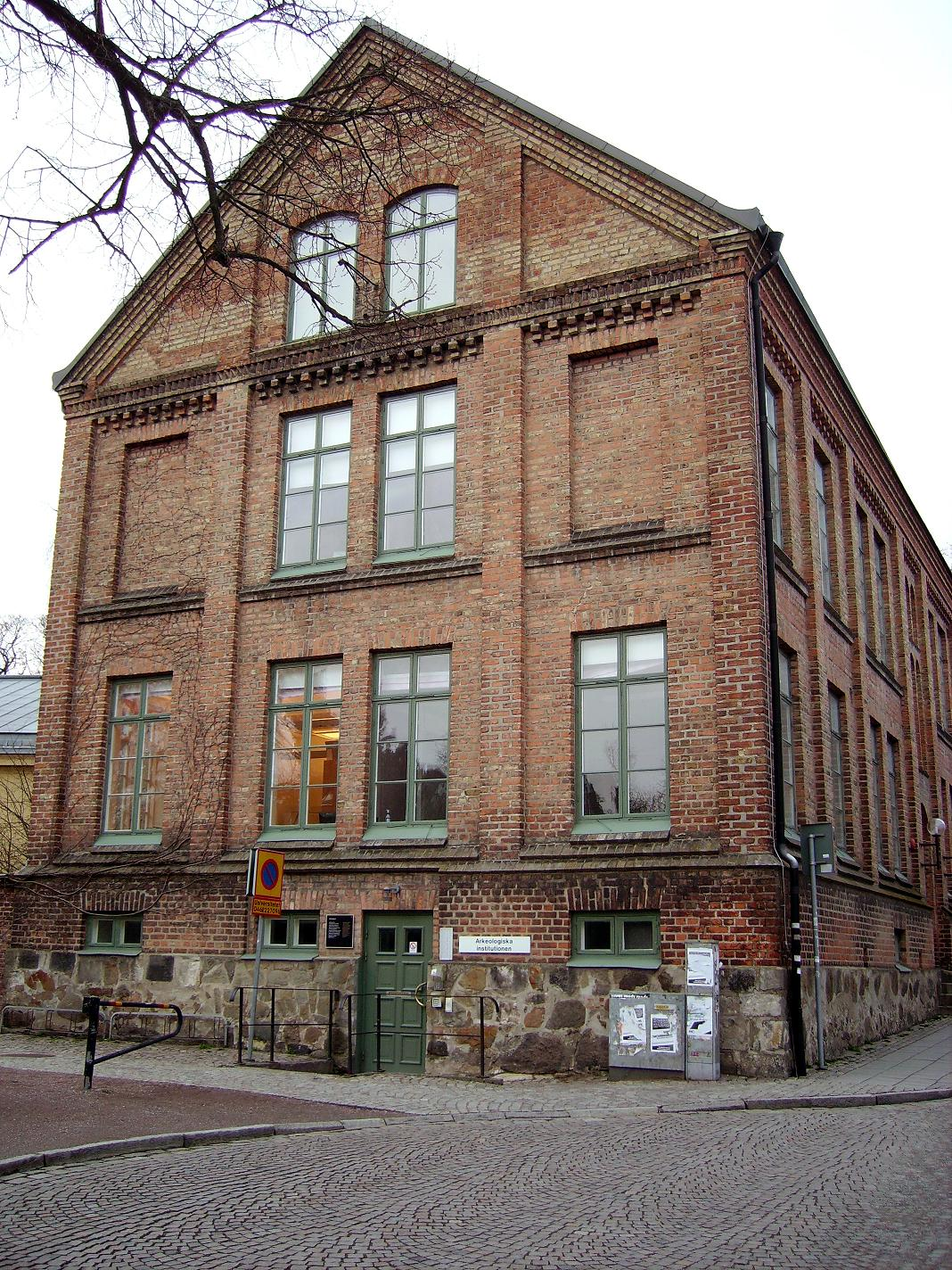

Archaeologicum är en byggnad på Sandgatan i Lund, vilken fram till sommaren 2014 inrymde Institutionen för arkeologi och antikens historia vid Lunds universitet.
Byggnaden uppfördes 1853 i rött tegel i nordvästra hörnet av dåvarande botaniska trädgården efter ritningar av Hans Jakob Strömberg, som även ritat den snett emot liggande AF-borgen. Byggnaden användes ursprungligen som anatomisk institution fram till 1897, då geologerna flyttade in. Från 1930 och fram till 1990-talet inrymde byggnaden teologiska institutionen och var då känd som Theologicum. 
År 1952 genomfördes vissa förändringar i byggnadens interiör efter ritningar av Klas Anshelm. Byggnaden blev byggnadsminnesmärke 1971.